# Jakob Friedrich Fries
Jakob Friedrich Fries, född 23 augusti 1773, död 10 augusti 1843, var en tysk filosof.

## Liv och karriär
Fries föddes utanför Barby i Sachsen. Han studerade teologi vid herrnhutiska akademin i Niesky och filosofi vid universitetet i Leipzig och Jena. Efter att ha flyttat runt några år blev han professor i filosofi och matematik år vid universitetet i Heidelberg år 1806.
Även om utvecklingen av hans psykologiska idéer tvingade honom att avfärda den herrnhutiska positiva teologin behöll han sin uppskattning av dess spirituella symbolik. Hans filosofiska förhållning till sina kollegor hade uttrycks klart i hans kritiska verk Reinhold, Fichte und Schelling (1803) och de mer systematiska avhandlingarna System der Philosophie als evidente Wissenschaft (1804) samt Wissen, Glaube und Ahnung (1805).
Fries' viktigaste avhandling, "Neue oder anthropologische Kritik der Vernunft", var ett försök att bilda ny grund för den psykologiska analysen i den kritiska teorin av Immanuel Kant. År 1811 publicerade han System der Logik och år 1814 Julius und Evagoras, ett filosofiskt och romantiskt skönlitterärt verk. 
Fries deltog dessutom i offentlig debatt och skrev 1816 "Über die Gefährdung des Wohlstandes und des Charakters der Deutschen durch die Juden" (Om den fara judar utgör mot den tyska välfärden och identiteten), där han bland annat förespråkade märkning av judar så att de kunde särskiljas från resten av den tyska befolkningen. Han uppmanade dessutom alla judar att emigrera från Tyskland, då han beskyllde dem för att pengarna hade fått en alltför betydande roll i samhället. Han ville att judendomen skulle "dras ut med rötterna" ur det tyska samhället.
1816 blev han inbjuden till Jena för att ta över professuren i teoretisk filosofi och påbörjade då ett korståg mot den då väldigt framträdande romantiken. I politiken höll han sig till liberalismen och den tyska unionismen. Han gjorde mycket för att inspirera organiserandet av Burschenschaft. År 1816 publicerade han sina åsikter i en broschyr vid namn Von deutschem Bund und deutscher Staatsverfassung, en text som dedicerades till "Tysklands ungdom". Han hade starkt inflytande på den agitation som 1819 skulle leda till Karlsbadpåbuden av den tyska regeringen.
Karl Sand, mannen som mördade August von Kotzebue, var en av Fries' elever. Ett av hans brev till Sand där han varnade honom för att delta i hemliga sällskap hittades så småningom av polisen som använde det som bevis mot honom. Han dömdes kort därefter av Mainzkommissionen och storhertigen av Weimar tog då ifrån Fries professuren. Som en följd förbjöds Fries att föreläsa i filosofi. Storhertigen fortsatte emellertid att betala honom och år 1824 blev han återkallad till sin professur i Jena, där han fick tillstånd att föreläsa i filosofi i sina egna rum och för ett visst antal elever åt gången. År 1838 återfick han slutligen sin oinskränkta rätt att föreläsa var han ville för vem han ville.
Bland de viktigaste texterna han skrev under sitt professorskap vid Jena är Handbuch der praktischen Philosophie (1817–1832), Handbuch der psychischen Anthropologie (1820–1821) och Die mathematische Naturphilosophie (1822).